# Party Land
Party Land (パーティーランド?) es un videojuego para móviles publicado por Namco en mayo de 2006, solo en Japón. Es un crossosver que presenta una partida de sugoroku protagonizada por personajes o escenarios de Namco: Mappy, Tower of Druaga, Valkyrie no Densetsu, Sky Kid y Dig Dug II.